# 岐阜県道263号本庄揖斐川線
岐阜県道263号本庄揖斐川線（ぎふけんどう263ごう ほんじょういびがわせん）は、岐阜県揖斐郡大野町大字本庄から同県同郡揖斐川町に至る一般県道である。

## 概要

### 路線データ
岐阜県法規集に基づく起終点および経過地は次のとおり
- 起点：揖斐郡大野町大字本庄（＝岐阜県道53号岐阜関ケ原線交点）
- 終点：揖斐郡揖斐川町（揖斐川町長良＝国道303号交点）

## 歴史
- 1977年（昭和52年）2月27日 - 認定[2]
- 2013年（平成25年）11月1日 - 大野町大字本庄 - 同町大字加納間で区域および起点の変更。起点が岐阜県道92号岐阜巣南大野線（2014年3月14日以降は旧道）との交点から延長され、平野庄橋東交差点（岐阜県道53号岐阜関ケ原線との交点）に変更される[3]。

## 地理

### 通過する自治体
- 岐阜県
揖斐郡大野町 - 揖斐郡揖斐川町

### 交差する道路
揖斐郡大野町
- 岐阜県道53号岐阜関ケ原線：大字本庄（起点）
- 大野町道（旧岐阜県道264号公郷中之元線）：大字公郷

揖斐郡揖斐川町
- 岐阜県道273号池田揖斐川大野線：島（三町大橋下を通過）
- 国道303号：長良（終点）

### 沿線
- 大野町立揖東中学校
- 揖斐川町立清水小学校